# 曹曙
曹曙（1486年—？年），字明之，山东兖州府济宁州人，明朝政治人物。

## 生平
治《詩經》，行四，由國子生中式癸酉科（1513年）山東鄉試第十四名舉人，年三十八歲中式嘉靖二年（1523年）癸未科會試第三百八十三名，第二甲第一百八名進士。礼部观政，授南通州知州，官至兵部员外郎。

## 家族
曾祖曹遵。祖父曹信。父曹清，壽官。前母徐氏；母葉氏；继母羅氏。具庆下。兄曹旺，七品散官；曹暋；弟曹曦、曹暕。